# 36 Seasons
36 Seasons è l'undicesimo album in studio del rapper statunitense Ghostface Killah, pubblicato nel 2014.

## Tracce
1. The Battlefield (featuring AZ, Kool G Rap & Tre Williams) – 3:46
2. Love Don't Live Here No More (featuring Kandace Springs) – 3:48
3. Here I Go Again (featuring AZ & Rell) – 3:28
4. Loyalty (Kool G Rap & Nems) – 1:57
5. It's a Thin Line Between Love and Hate (The Revelations) – 3:59
6. The Dogs of War (featuring Shawn Wigs & Kool G Rap) – 3:48
7. Emergency Procedure (featuring Pharoahe Monch) – 2:42
8. Double Cross (featuring AZ) – 2:20
9. Bamboo's Lament (Kandace Springs) – 1:57
10. Pieces to the Puzzle (featuring AZ) – 2:35
11. Homicide (featuring Nems & Shawn Wigs) – 3:21
12. Blood in the Streets (featuring AZ) – 2:03
13. Call My Name – 2:11
14. I Love You For All Seasons (The Revelations) – 2:20